# Tumore di Wilms
Il tumore di Wilms, conosciuto anche con il nome di nefroblastoma, è un tumore maligno che deriva dal primitivo abbozzo renale. Rappresenta la neoplasia renale primitiva più frequente in età infantile.
Esso può essere uni o bilaterale correlabile a mutazioni congenite del tratto genitourinario.

## Epidemiologia
A livello mondiale, la prevalenza del tumore di Wilms è stimata intorno a 1:10000 nella fascia di età compresa fra 0 e 15 anni. L'incidenza è leggermente più elevata fra i neri rispetto ai bianchi, mentre è minore fra gli asiatici.
Rappresenta il 2% di tutte le neoplasie pediatriche, ma è al primo posto per frequenza tra le neoplasie del tratto urogenitale in età infantile. Nel 90-95% dei casi si presenta in forma monolaterale; nei casi restanti può essere bilaterale o multicentrico.
Possiamo definire tre caratteristiche che influenzano l'andamento epidemiologico del Tumore di Wilms:
- Età: questo tumore colpisce principalmente bambini al di sotto dei 15 anni con un'età media alla diagnosi compresa tra i 2 ed i 5 anni, in generale ben il 75% dei casi insorge prima dei 5 anni di età, si tratta quindi di una neoplasia tipicamente infantile.
- Sesso: è più frequente tra le femmine rispetto ai maschi.
- Paese d'origine: ha incidenza più alta in individui di origine africana, mentre ha incidenza molto più bassa tra gli asiatici, gli europei sono in posizione intermedia.

Circa il 10% dei Tumori di Wilms ha carattere bilaterale e si sviluppa contemporaneamente nei due reni o in tempi diversi (crescita sincrona o metacrona).

## Anatomia patologica

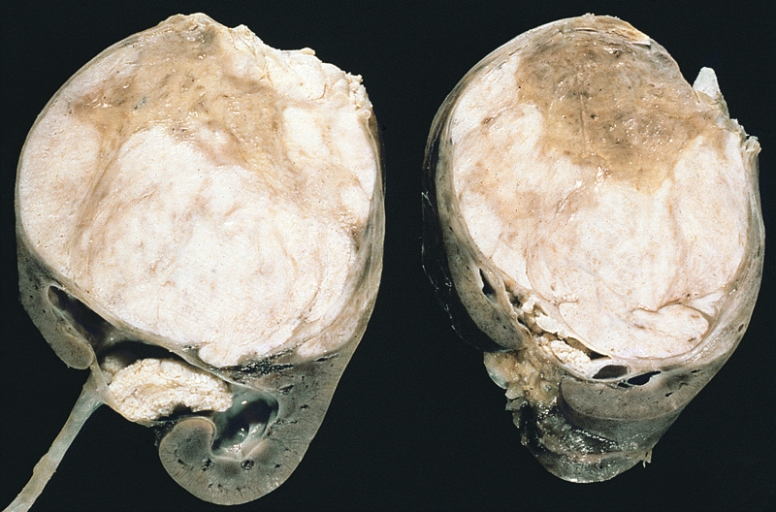
Aspetto macroscopico

Dal punto di vista macroscopico, il tumore si presenta come una massa a margini ben definiti, singola o più raramente multipla, di consistenza molle; al taglio appare di colore grigiastro e di aspetto omogeneo, sebbene al suo interno possano trovarsi cisti, aree di necrosi o di emorragia. All'esame microscopico si possono osservare diversi aspetti, che ricordano i vari stadi di sviluppo embriologico del rene. Il quadro più comune è costituito da tre tipi di cellule (epiteliali, stromali e blastomatose) in varie percentuali. Ciascuna di queste linee cellulari può essere presente in diversi stadi di differenzione: ad esempio le cellule epiteliali possono differenziarsi in cellule tubulari o glomerulari, mentre le cellule stromali possono rimanere indifferenziate o assumere aspetto fibrotico, mixoide o addirittura di cellule muscolari scheletriche.

### Stadiazione

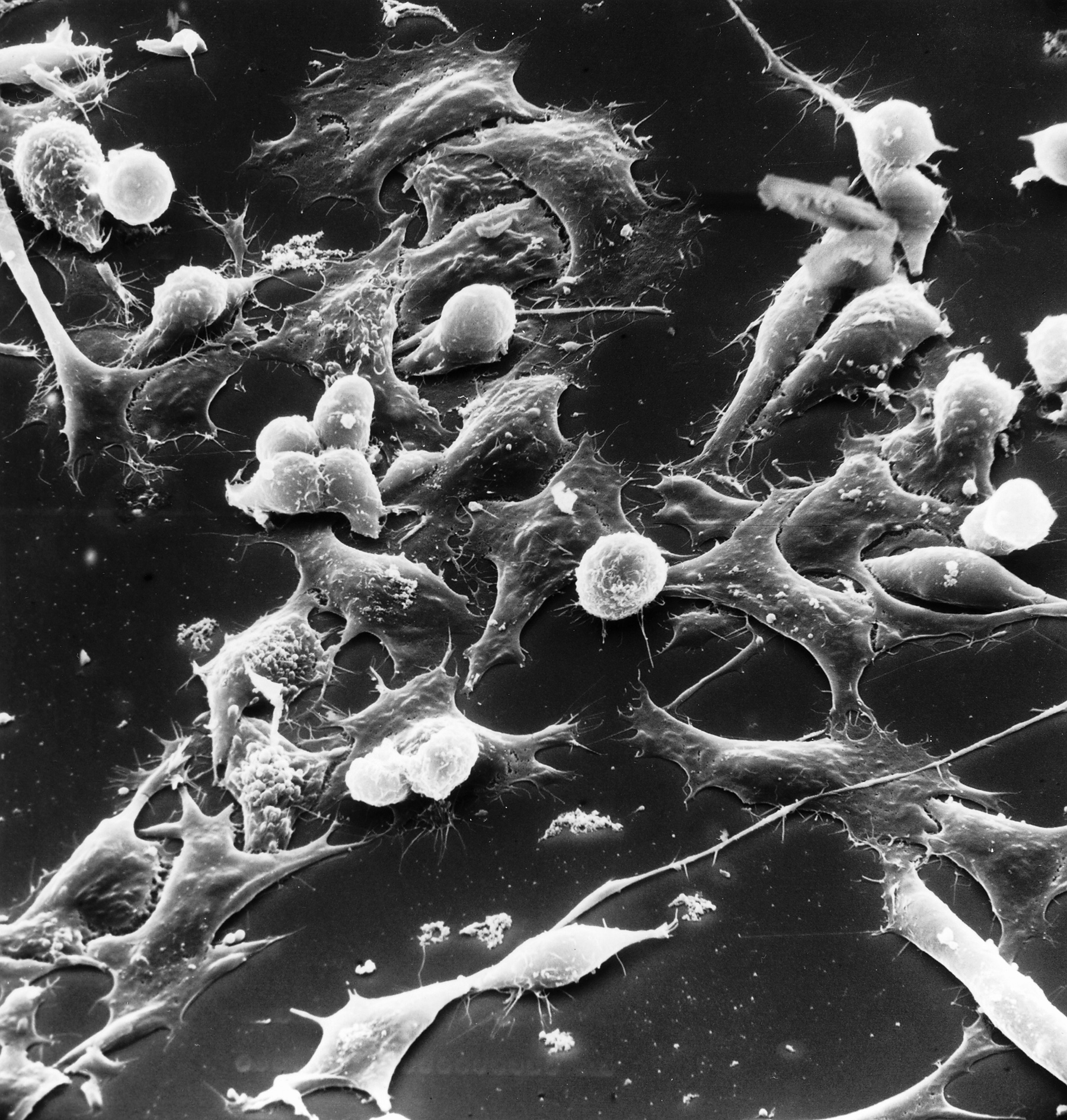
Cellule di tumore di Wilms viste in microscopia elettronica a scansione

Il National Cancer Institute degli Stati Uniti ha individuato 5 stadi di malattia, definiti in base all'estensione del tumore ed alla sua eventuale diffusione a distanza:
- Stadio I: tumore completamente asportato chirurgicamente, senza infiltrazione della capsula renale né coinvolgimento dei vasi; integrità della massa tumorale ed assenza di cellule tumorali al margine di resezione.
- Stadio II: tumore completamente asportato chirurgicamente, margini di resezione liberi da cellule neoplastiche; presenza di infiltrazione del grasso perirenale o dei vasi sanguigni.
- Stadio III: asportazione chirurgica del tumore incompleta, associata ad almeno uno tra i seguenti fattori:
  - Diffusione ai linfonodi addominali o pelvici.
  - Diffusione al peritoneo.
  - Chemioterapia precedente all'intervento e pregressa biopsia del tumore.
  - Rottura della massa tumorale durante l'intervento.
  - Asportazione chirurgica frammentaria (in più parti) del tumore.
- Stadio IV: diffusione a linfonodi extra-addominali o metastasi a distanza.
- Stadio V: tumore bilaterale. Ciascun tumore deve essere a sua volta stadiato (da I a IV).

### Sindromi associate
Spesso il tumore di Wilms si associa ad altre malformazioni o difetti congeniti del sistema uro-genitale o di altri sistemi. 
Si presenta spesso in quadri di sindrome di Beckwith-Wiedemann, una patologia genetica causata solitamente da difetto di imprinting o disomia uniparentale paterna per la regione 11p15, con un'incidenza di 1:15000 nati. Altre sindromi associate alla neoplasia sono la sindrome WAGR, caratterizzata da ritardo mentale, aniridia e anomalie dei genitali, e la sindrome di Denys-Drash, nella quale si osservano pseudoermafroditismo maschile dovuto ad un difetto di sviluppo delle gonadi ed insufficienza renale.

## Eziologia

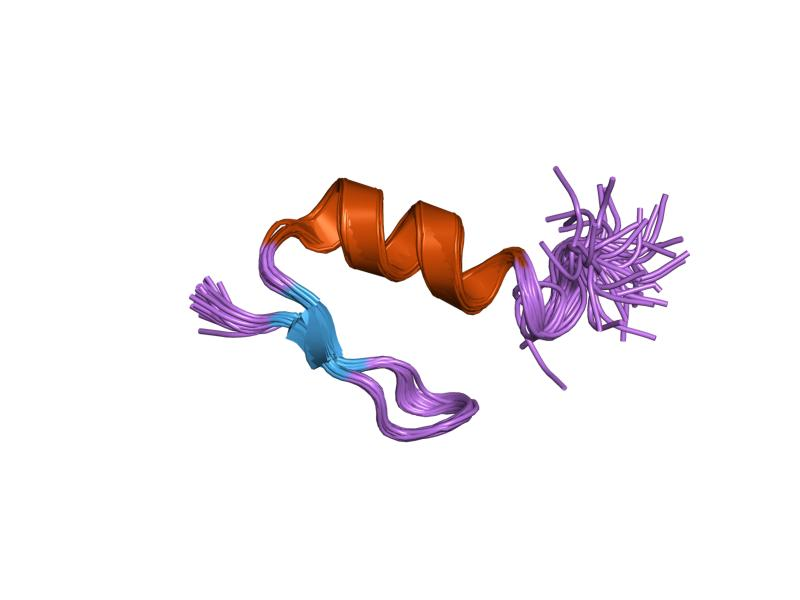
Proteina WT1

La maggior parte della letteratura scientifica concorda sul fatto che il tumore di Wilms si sviluppi in seguito ad una mutazione genetica. Il gene implicato è denominato WT1 (da "Wilms Tumor"). Si tratta di un gene oncosoppressore, cioè di un gene che, se mutato in entrambi gli alleli, provoca l'insorgenza di un tumore. Nelle forme ereditarie la mutazione a livello di uno degli alleli viene ereditata da un genitore, mentre la mutazione sull'altro allele viene acquisita successivamente. Nelle forme sporadiche (non ereditarie), al contrario, entrambe le mutazioni sono acquisite.
Il gene WT1 è stato localizzato sul braccio corto del cromosoma 11 in posizione 11p13 e codifica per una proteina implicata nelle prime fasi dello sviluppo embriologico del rene (differenziazione dei nefroblasti). Alcune mutazioni del gene portano alla produzione di una proteina non funzionante, determinando così un mancato controllo della differenziazione cellulare. Quando sono presenti nelle cellule germinali, queste mutazioni provocano gravi anomalie di sviluppo dei reni ed anomalie della differenziazione sessuale, dimostrando il ruolo essenziale di WT1 del normale sviluppo dell'apparato urogenitale. Il gene WT1 è espresso solo per un breve periodo nell'embriogenesi.
I primi studi condotti su modelli animali, all'inizio degli anni '90, hanno dimostrato che l'espressione del gene WT1 aumenta durante la gestazione raggiungendo un picco al momento della nascita, per poi ridursi notevolmente nei primi 15 giorni dopo il parto. Tale regolazione dell'espressione del gene è selettiva per il rene.

## Clinica
A differenza del carcinoma renale, che spesso è asintomatico, il tumore di Wilms si manifesta spesso sotto forma di massa palpabile addominale, a superficie liscia. Frequente è anche la presenza di dolore addominale. I sintomi generali sono presenti in circa la metà dei pazienti e consistono in febbre, perdita di peso e astenia. In rari casi, ma che è importante riconoscere, il tumore si presenta con ematuria (emissione di sangue con le urine). L'eventuale presenza di ipertensione può essere dovuta alla produzione di renina da parte delle cellule tumorali o può risultare dall'attivazione dell'asse renina-angiotensina-aldosterone in seguito al ridotto afflusso di sangue al rene, quando il tumore comprime l'arteria renale.
Non è raro che la massa tumorale cresca molto velocemente in poco tempo, spesso a causa di un'emorragia interna alla massa stessa che la dilata all'improvviso.

## Diagnosi
Il tumore di Wilms deve sempre essere sospettato in presenza di una massa palpabile dell'addome in età pediatrica.
L'ecografia dell'addome è una metodica diagnostica semplice e non invasiva che può aiutare nella diagnosi differenziale con l'idronefrosi, o con altre lesioni benigne del rene. All'ecografia il tumore di Wilms ha le caratteristiche di una massa solida e disomogenea, nel cui contesto possono evidenziarsi aree ipoecogene (possibile segno di infarti intramurali).
Se l'ecografia conferma il sospetto clinico di neoplasia, la conferma diagnostica si può ottenere con la tomografia computerizzata.
Uno studio del 1966 di Mario Costici evidenziò che il Tumore di Wilms fosse diagnosticabile precocemente grazie alla tomografia computerizzata (TAC), rilevando che nei radiogrammi diretti e nelle immagini urografiche si potessero riconoscere elementi utili all'individuazione precoce della massa tumorale, facendo diventare così la TAC lo strumento più indicato per la diagnosi del tumore di Wilms.
La TAC ha il vantaggio di definire con precisione l'estensione intra addominale della neoplasia (ad esempio l'invasione di linfonodi o la presenza di trombi nella vena renale o nella vena Cava), oppure con la risonanza magnetica, che definisce molto bene l'invasione dei grossi vasi.

## Terapia
La terapia, che viene modulata in relazione a variabili cliniche e anatomopatologiche, oltre alla chirurgia, prevede la chemioterapia e, in casi selezionati, la radioterapia. 
L'intervento chirurgico rappresenta solitamente il primo momento terapeutico. Nella maggior parte dei casi si pratica la nefrectomia radicale, ossia l'asportazione chirurgica del rene interessato, associata alla resezione dei linfonodi regionali e para-aortici omolaterali alla neoplasia. Nei tumori bilaterali o nei pazienti affetti da sindromi specifiche predisponenti l'insorgenza del nefroblastoma, è da prediligere l'atteggiamento chirurgico conservativo del rene non interessato dalla neoplasia (nefrectomia parziale).
La chemioterapia può essere effettuata prima dell'intervento chirurgico o successivamente ad esso. I farmaci più utilizzati a tale scopo sono actinomicina-D, vincristina e adriamicina. La radioterapia è attualmente utilizzata solo nei casi di malattia avanzata (stadio III, ed in presenza di metastasi a distanza, in genere polmonari, che non regrediscono prontamente con la chemioterapia).
La prognosi è legata in primo luogo all'aspetto istologico della neoplasia, laddove la presenza di cellule anaplastiche (indifferenziate) depone per una prognosi più sfavorevole. La sopravvivenza si attesta comunque fra l'80 ed il 95% nei tumori localizzati, intorno al 60% nelle forme con caratteristiche istologiche sfavorevoli.